# Hangest-sur-Somme
 Hangest-sur-Somme  es una población y comuna francesa, en la región de Picardía, departamento de Somme, en el distrito de Amiens y cantón de Picquigny.
En picardo, se llama Hangé-su-Sonme.

## Demografía

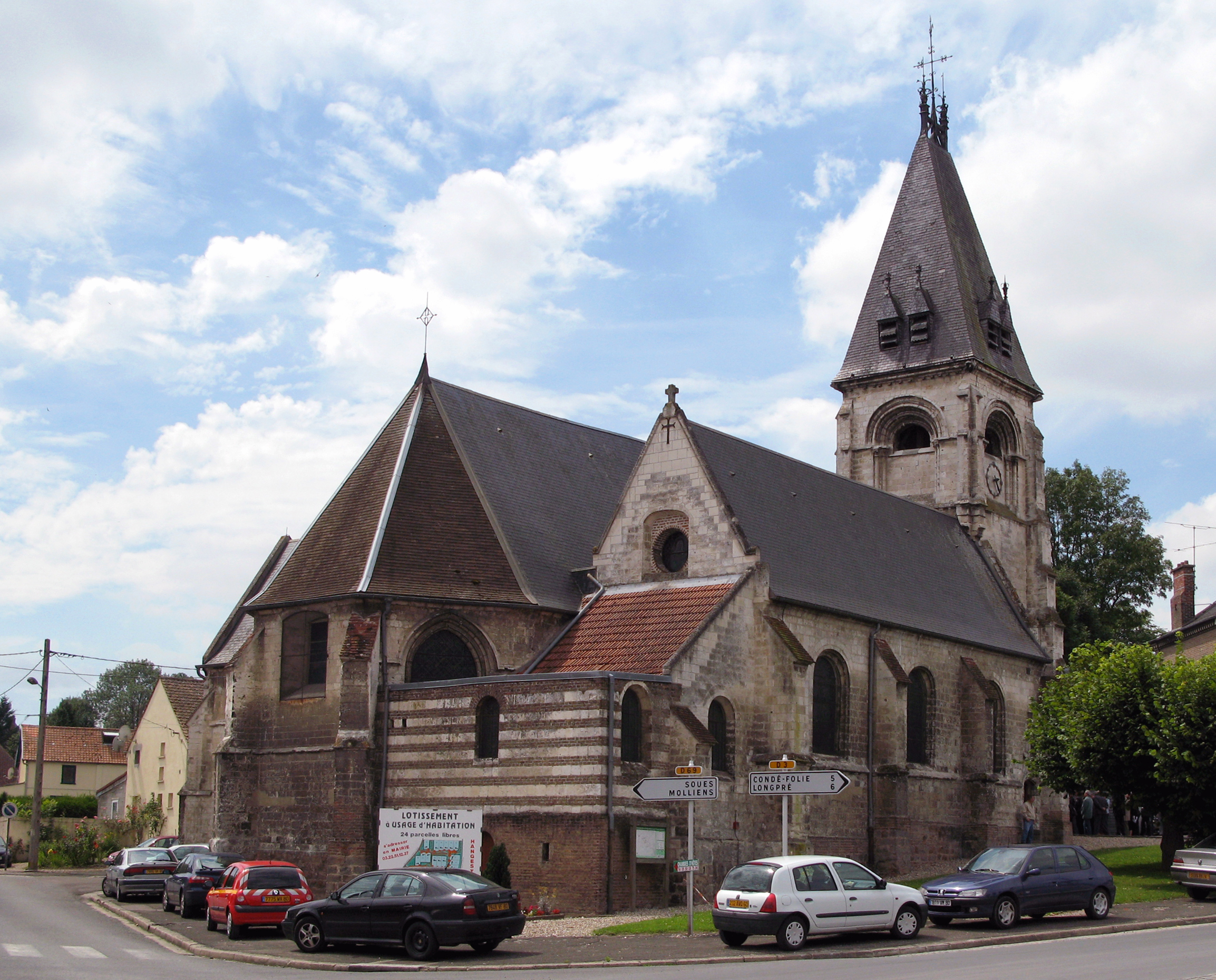
Iglesia Sainte-Marguerite.

| 635 | 661 | 646 | 657 | 648 | 695 | 682 |
| Para los censos de 1962 a 1999 la población legal corresponde a la población sin duplicidades (Fuente: INSEE [Consultar]) |     |     |     |     |     |     |